# Wolrad Eberle
Wolrad Eberle (Friburgo in Brisgovia, 4 maggio 1908 – Colonia, 13 maggio 1949) è stato un multiplista tedesco.

## Palmarès

### Olimpiadi
- Bronzo a Los Angeles 1932 nel decathlon.